# Eucalyptus aspratilis
Eucalyptus aspratilis (лат.) — кустарник или многоствольное дерево, вид рода Эвкалипт (Eucalyptus) семейства Миртовые (Myrtaceae), эндемик Западной Австралии. У растения шероховатая кора у основания, гладкая серебристо-сероватая кора наверху, зрелые листья ланцетной формы, висячие бутоны группами по семь, бледно-жёлтые или кремовые цветки и цилиндрические плоды.

## Ботаническое описание
Eucalyptus aspratilis — кустарник или многоствольное дерево высотой от 2 до 6 м, иногда до 8 м, образующее лигнотубер. Кора грубая, от чешуйчатой до ленточной серовато-коричневая в нижней части ствола и гладкая серебристо-серая сверху, а иногда и по всей поверхности. Молодые растения и порослевые отростки имеют листья от яйцевидной до копьевидной формы длиной 25-70 мм, шириной 15-25 мм тускло-голубовато-серого цвета. Зрелые листья глянцево-зелёные с обеих сторон, ланцетовидные, 55-105 мм в длину, 10-22 мм в ширину, черешок 7-20 мм длины. Цветочные бутоны обычно располагаются группами по семь в пазухах листьев на неразветвлённом цветоносе длиной 15-47 мм, отдельные цветки находятся на цветоножке длиной 4-8 мм. Зрелые почки свисают вниз и имеют удлинённую асимметричную форму веретена, 20-30 мм в длину, 5-7 мм в ширину с роговидной калиптрой, в два или три раза длиннее, чем цветочная чаша. Цветёт с мая по август, цветки бывают от бледно-жёлтых до кремовых или желтовато-зелёных. Плод — древесная цилиндрическая коробочка длиной 10-15 мм, шириной 7-12 мм. Плод содержит овальные семена от чёрного до коричневого цвета длиной от 1 до 2 мм.

Eucalyptus aspratilis
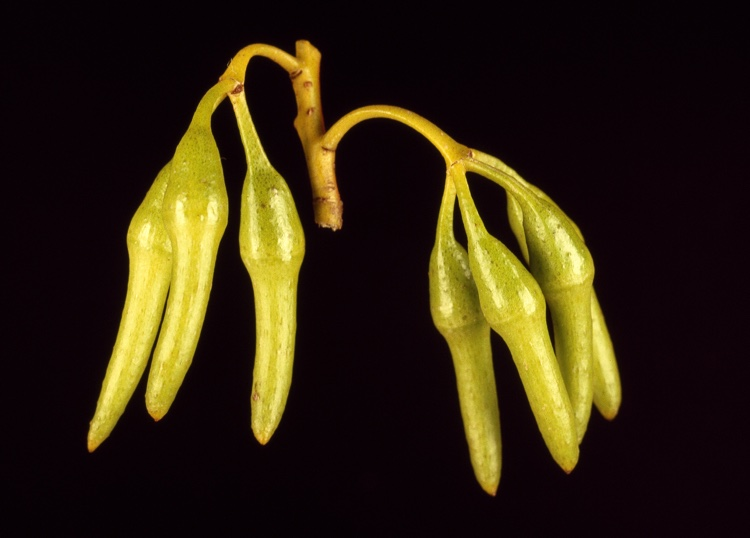
Цветочные бутоны
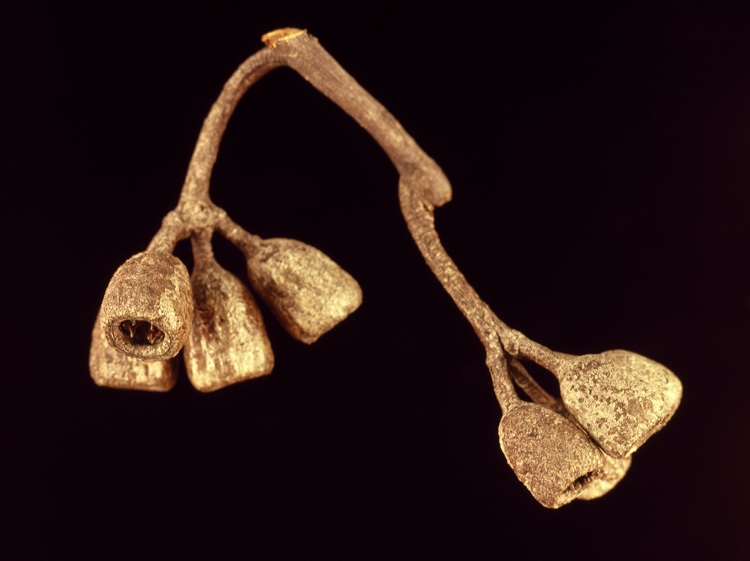
Плоды

## Таксономия
Вид Eucalyptus aspratilis был впервые официально описан в 1993 году Лоренсом Джонсоном и Кеном Хиллом. Видовой эпитет — от латинского слова, означающего «шероховатый» или «чешуйчатый», относящееся к коре на нижней части ствола этого кустарника.

## Распространение и местообитание
E. aspratilis — эндемик Западной Австралии. Встречается среди обнажений гранита в округах Большой Южный и южном Голдфилдс-Эсперанс, где растёт на песчаных почвах. Чаще всего встречается в районе от Кулгарди на юг до Норсмана и на запад до Саут-Кросс.

## Охранный статус
E. aspratilis классифицируется Государственным департаментом парков и дикой природы Западной Австралии как «не угрожаемый». Международный союз охраны природы классифицирует природоохранный статус вида как «вызывающий наименьшие опасения».